# 皇徳寺台
皇徳寺台（こうとくじだい）は、鹿児島県鹿児島市の町丁。郵便番号は891-0103。人口は11,239人、世帯数は4,566世帯（2020年4月1日現在）。皇徳寺台一丁目から皇徳寺台五丁目まであり、皇徳寺台一丁目から皇徳寺台五丁目までの全域で住居表示を実施している。
皇徳寺台の全域が「皇徳寺ニュータウン」と「南皇徳寺台」として造成された住宅団地である。

## 地理
鹿児島市の西部、永田川の中流域にある丘陵上に位置している。町域の全域が南国殖産の子会社であった南国地所によって開発された新興住宅地となっており、大部分を皇徳寺ニュータウンが占め、南部の一部は南皇徳寺台として造成されたものである。町域の北方および西方には五ケ別府町、南方および東方には山田町がそれぞれ接している。鹿児島市の代表的な新興住宅地のうちの1つである。
ニュータウンが建設された当初は、生徒数が多く、皇徳寺中学校は、鹿児島市の中でも有数の生徒数であったが、減少し続けている。これらの学校をつなぐ道としてブルーベリーロードと呼ばれる、2.5Kmの歩行者専用道路がある。このブルーベリーロードには1980年代に皇徳寺台を建設していた南国地所によって数百本のブルーベリーが植樹された。各学校の駅伝大会などにも使用されることがある。

### 町名の由来
皇徳寺という地名は本来、山田町字皇徳寺を指しており、山田町字皇徳寺に皇徳寺という寺があったことに由来している。

## 歴史

### 皇徳寺ニュータウンの造成
皇徳寺ニュータウンは1986年（昭和61年）に南国地所（南国殖産の子会社、現在は南国殖産に合併）によって造成が開始された。皇徳寺ニュータウンの有効宅地率は44.5パーセントであり、宅地が幹線道路に面さないように設計されている。
1986年（昭和61年）には鹿児島市立宮川小学校が五ケ別府町より現在地に移転し、1990年（平成2年）4月には鹿児島市立谷山北中学校から分離して鹿児島市立皇徳寺中学校が新設され、1991年（平成3年）4月には児童数が1,000人を超えていた鹿児島市立宮川小学校から分離して鹿児島市立皇徳寺小学校が新たに設置された。

### 町丁の設置以降
1992年（平成4年）9月14日に五ケ別府町および山田町の各一部にあたる皇徳寺ニュータウン地区において住居表示が実施されることとなり、「皇徳寺台一丁目」、「皇徳寺台二丁目」、「皇徳寺台三丁目」、「皇徳寺台四丁目」、「皇徳寺台五丁目」が設置された。丁目別の詳細としては、皇徳寺台一丁目から皇徳寺台三丁目までは山田町の一部、皇徳寺台四丁目は五ケ別府町及び山田町の一部、皇徳寺台五丁目は五ケ別府町の一部であった。
1997年（平成9年）11月17日に五ケ別府町の一部及び皇徳寺台五丁目の一部が皇徳寺台四丁目に編入され、五ケ別府町の一部が皇徳寺台五丁目に編入された。
2008年（平成20年）11月10日には山田町の一部にあたる南皇徳寺台地区が皇徳寺台三丁目および皇徳寺台四丁目に編入された。2016年（平成28年）2月1日には山田町の一部が皇徳寺台一丁目に編入された。

### 町域の変遷
| 変更後                 | 変更年             | 変更前                 |
| ---------------------- | ------------------ | ---------------------- |
| 皇徳寺台一丁目（新設） | 1992年（平成4年）  | 山田町（一部）         |
| 皇徳寺台二丁目（新設） | 1992年（平成4年）  | 山田町（一部）         |
| 皇徳寺台三丁目（新設） | 1992年（平成4年）  | 山田町（一部）         |
| 皇徳寺台四丁目（新設） | 1992年（平成4年）  | 五ケ別府町（一部）     |
| 皇徳寺台四丁目（新設） | 1992年（平成4年）  | 山田町（一部）         |
| 皇徳寺台五丁目（新設） | 1992年（平成4年）  | 五ケ別府町（一部）     |
| 皇徳寺台五丁目（編入） | 1997年（平成9年）  | 五ケ別府町（一部）     |
| 皇徳寺台五丁目（編入） | 1997年（平成9年）  | 皇徳寺台四丁目（一部） |
| 皇徳寺台四丁目（編入） | 1997年（平成9年）  | 五ケ別府町（一部）     |
| 皇徳寺台三丁目（編入） | 2008年（平成20年） | 山田町（一部）         |
| 皇徳寺台四丁目（編入） | 2008年（平成20年） | 山田町（一部）         |
| 皇徳寺台一丁目（編入） | 2016年（平成28年） | 山田町（一部）         |

## 人口

### 町丁別
|                | 世帯数 | 人口  |
| -------------- | ------ | ----- |
| 皇徳寺台一丁目 | 395    | 920   |
| 皇徳寺台二丁目 | 874    | 2,131 |
| 皇徳寺台三丁目 | 1,209  | 3,197 |
| 皇徳寺台四丁目 | 1,215  | 2,889 |
| 皇徳寺台五丁目 | 873    | 2,102 |

### 国勢調査
以下の表は国勢調査による小地域集計が開始された1995年以降の人口の推移である。
| 年                 | 人口   |
| ------------------ | ------ |
| 1995年（平成7年）  | 13,816 |
| 2000年（平成12年） | 13,603 |
| 2005年（平成17年） | 12,723 |
| 2010年（平成22年） | 12,987 |
| 2015年（平成27年） | 11,975 |

## 施設

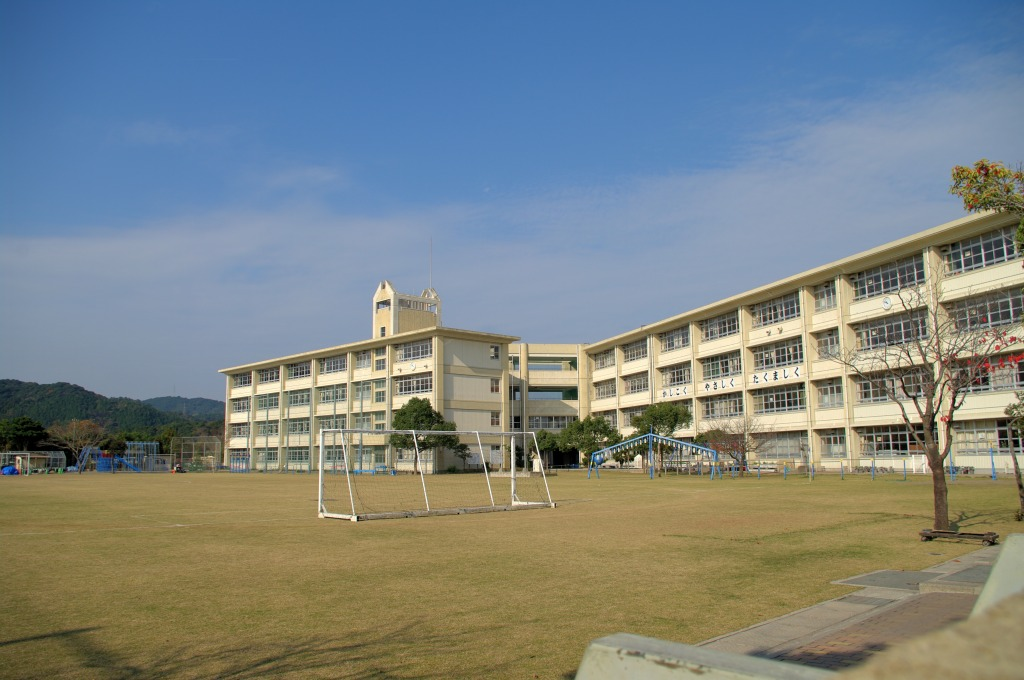
鹿児島市立皇徳寺小学校

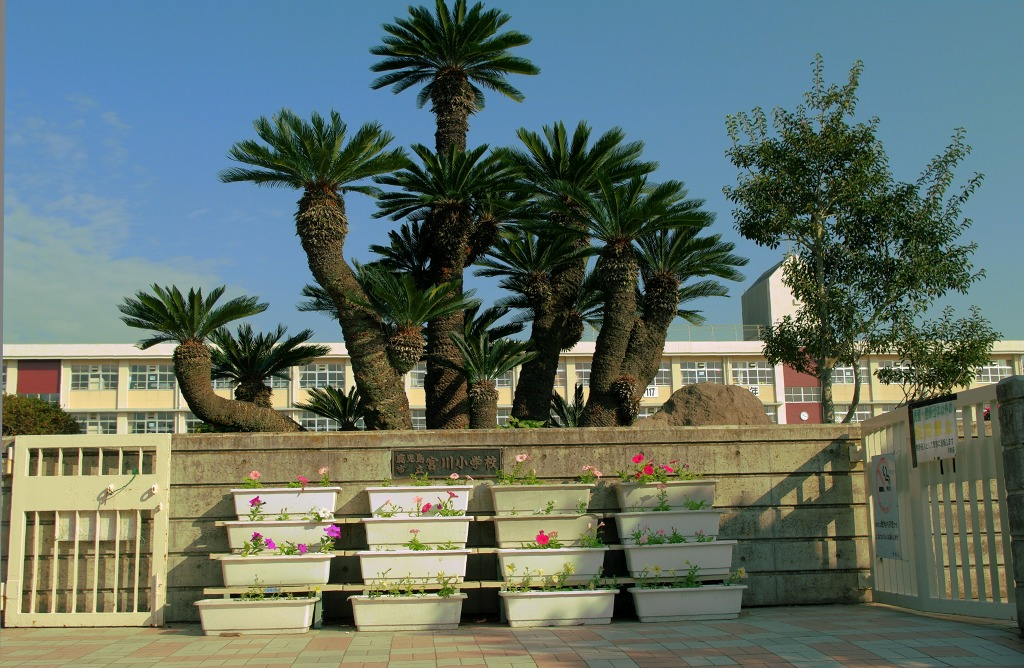
鹿児島市立宮川小学校

### 公共
- 皇徳寺中央公園
- 皇徳寺グランド公園
- 皇徳寺福祉館[27]
- 皇徳寺校区公民館
- 鹿児島市水道局皇徳寺ポンプ所

### 教育
- 鹿児島市立皇徳寺中学校[28]
- 鹿児島市立皇徳寺小学校[29]
- 鹿児島市立宮川小学校[29]
- 鹿児島女子短期大学附属すみれ幼稚園[30]
- 皇徳寺保育園
- いちご保育園

### 郵便局
- 鹿児島皇徳寺郵便局[31]

### その他
- 皇徳寺ケーブルテレビ本社

## 小・中学校の学区
市立小・中学校に通う場合、学区（校区）は以下の通りとなる。
| 町丁           | 番・番地 | 小学校                 | 中学校                 |
| -------------- | -------- | ---------------------- | ---------------------- |
| 皇徳寺台一丁目 | 全域     | 鹿児島市立皇徳寺小学校 | 鹿児島市立皇徳寺中学校 |
| 皇徳寺台二丁目 | 全域     | 鹿児島市立皇徳寺小学校 | 鹿児島市立皇徳寺中学校 |
| 皇徳寺台三丁目 | 全域     | 鹿児島市立皇徳寺小学校 | 鹿児島市立皇徳寺中学校 |
| 皇徳寺台四丁目 | 全域     | 鹿児島市立宮川小学校   | 鹿児島市立皇徳寺中学校 |
| 皇徳寺台五丁目 | 全域     | 鹿児島市立宮川小学校   | 鹿児島市立皇徳寺中学校 |

## ギャラリー

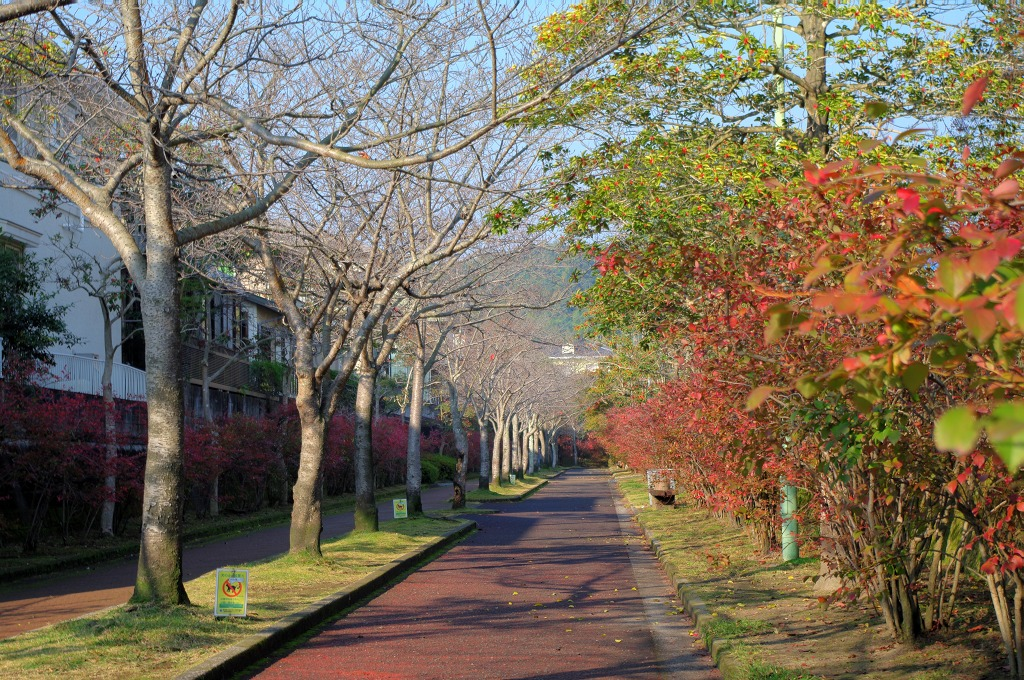
2009年のブルーベリーロード
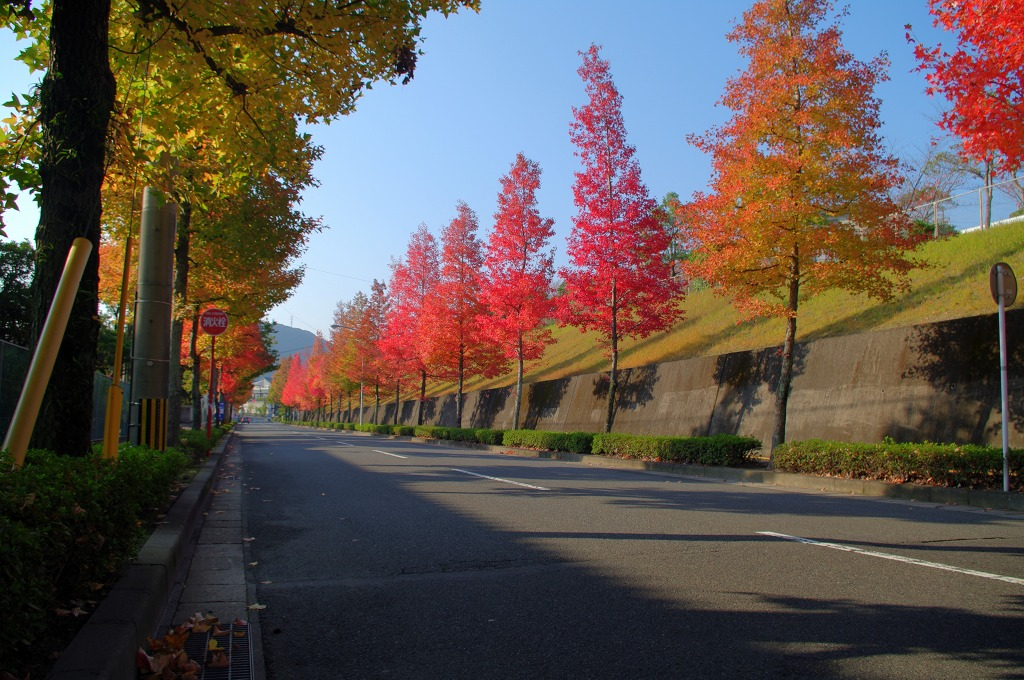
2009年の皇徳寺中学校前通りの紅葉
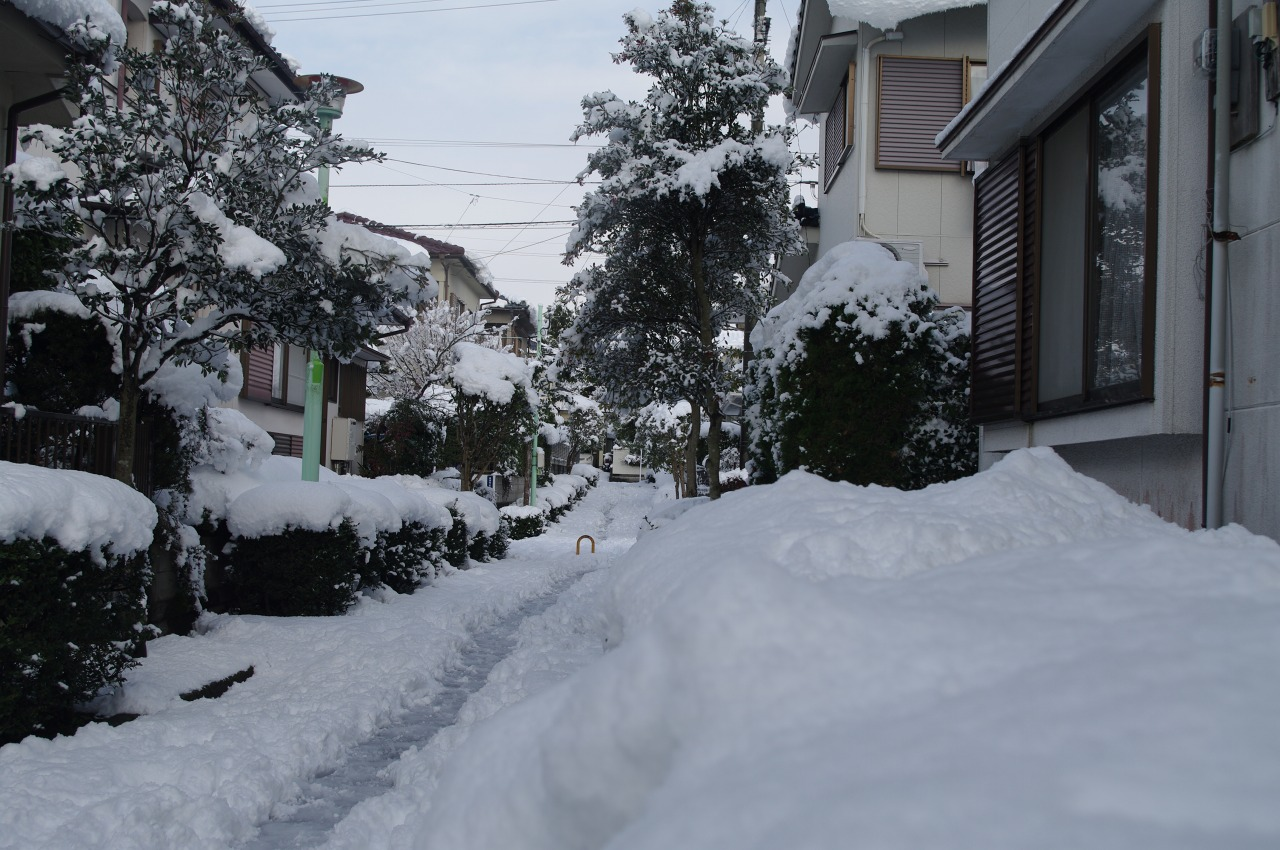
2010年の雪のブルーベリーロード

## 交通
主要地方道
- 鹿児島県道17号指宿鹿児島インター線（指宿スカイライン、通過のみ）